# Żychlin (stad)
Żychlin is een stad in het Poolse woiwodschap Łódź, gelegen in de powiat Kutnowski. De oppervlakte bedraagt 8,69 km², het inwonertal 9021 (2005).

## Geboren in Żychlin
- Abe Coleman (geboren als Abbe Kelmer; 1905-2007), Pools-Amerikaans professioneel worstelaar